# Graziela Kunsch
Graziela Krohling Kunsch (São Paulo, 8 de maio de 1979) é uma artista brasileira que assume os papeis de editora, crítica, curadora e professora. Seus projetos frequentemente implicam um alargamento do chamado “público da arte”, relacionando-se com contextos políticos e sociais. Dentro do contexto da arte, ela costuma dar respostas críticas a certos modos de funcionamento das instituições. Foi co-fundadora e militante do Movimento Passe Livre e co-criadora da Clínica Pública de Psicanálise.

## Formação
Formou-se em Artes Cênicas no Teatro Escola Célia Helena (1996) e Artes Visuais pela Fundação Armando Alvares Penteado (2001). É mestra (2008) e doutora (2016) em Meios e Processos Audiovisuais pela Escola de Comunicações e Artes da Universidade de São Paulo. Sua tese de doutorado, intitulada "Não caber + Início da pesquisa Estou na frente da câmera mas a minha cabeça está atrás dela ou A performance da diretora ou A performance da crítica", defendeu que a pesquisa artística não pode se subordinar à obediência acadêmica.

## Atuação
Em sua atuação destaca-se a "Casa da Grazi", em que transformou durante três anos sua casa em espaço público, recebendo e expondo o trabalho de artistas e coletivos artísticos. Kunsch participou duas vezes da Bienal Internacional de São Paulo, em 2010 e 2014. Em 2002, seu trabalho foi reconhecido com o Prêmio de Artes Visuais Rumos, Itaú Cultural. Na Bienal de 2010, expôs o "Projeto Mutirão", uma série de vídeos sobre a construção coletiva de uma nova cidade.
Sua atuação é influenciada por sua participação no Movimento Passe Livre, por exemplo com a tentativa de realizar o projeto "Ônibus Tarifa Zero", em que propôs para a Prefeitura de São Paulo a circulação de um ônibus sem catraca nem exigência de bilhete que circularia pelas ruas da cidade sem destino conhecido, durante a Bienal de 2014. Em intervenção na Universidade Federal da Bahia, onde propôs a circulação de um ônibus sem tarifa e sem destino da zona rural ao centro de Salvador, Kunsch afirmou que sua ideia nesse projeto era estimular um imaginário, "um ônibus sem catraca", reverberando segundo ela um panfleto do Movimento Passe Livre que ela ajudou a escrever:
Você já pensou em entrar num ônibus urbano sem ter que pagar a tarifa, sem ter que passar pela catraca, ou mesmo sem ter que passar debaixo da catraca? Já pensou em um ônibus sem catraca? Tente imaginar! Cada um de nós, sem exceção, tem algo a pensar, a dizer e a fazer a este respeito. A maneira como nossa imaginação individual e coletiva funciona é muito importante para definir a cidade onde a gente quer viver.
Ela é editora da revista Urbânia.
Atualmente, é responsável pela Formação de público da Vila Itororó Canteiro Aberto, onde se destacam o estímulo a uma atuação pelo público, o estímulo à brincadeira livre, a criação de um coletivo intergeracional no bairro e uma Clínica Pública de Psicanálise.
Também ocupa a cadeira de professora adjunta de Arte Contemporânea na graduação de História da Arte na Universidade Federal de São Paulo.

## Trabalhos

### Espetáculo
- A Casa Antiga (2002), fotografia e direção (assistente)[10]

### Exposições coletivas
- Bienal Internacional de São Paulo (2014)[1]
- Bienal Internacional de São Paulo (2010)[11]
- Rumos Itaú Cultural Artes Visuais (2002)[12][13]
- Genius Loci: o espírito do lugar (2002)[14]